# Canton de Saint-Germain-du-Teil
Le canton de Saint-Germain-du-Teil était avant la réforme de 2015 une division administrative française, située dans le département de la Lozère et la région Languedoc-Roussillon.

## Composition
| Nom                               | Code Insee | Intercommunalité           | Superficie (km2) | Population (dernière pop. légale) | Densité (hab./km2) |
| --------------------------------- | ---------- | -------------------------- | ---------------- | --------------------------------- | ------------------ |
| Saint-Germain-du-Teil (chef-lieu) | 48156      | CC Aubrac Lot Causses Tarn | 22,58            | 842 (2014)                        | 37                 |
| Chirac                            | 48049      | CC du Gévaudan             | 33,79            | 1 166 (2013)                      | 35                 |
| Les Hermaux                       | 48073      | CC Aubrac Lot Causses Tarn | 17,59            | 107 (2014)                        | 6,1                |
| Le Monastier-Pin-Moriès           | 48P03      | CC du Gévaudan             | 19,30            | 949 (2013)                        | 49                 |
| Saint-Pierre-de-Nogaret           | 48175      | CC Aubrac Lot Causses Tarn | 16,44            | 177 (2014)                        | 11                 |
| Les Salces                        | 48187      | CC Aubrac Lot Causses Tarn | 45,78            | 103 (2014)                        | 2,2                |
| Trélans                           | 48192      | CC Aubrac Lot Causses Tarn | 23,35            | 96 (2014)                         | 4,1                |

## Démographie
| 1962  | 1968  | 1975  | 1982  | 1990  | 1999  | 2006  | 2011  | 2012  |
| ----- | ----- | ----- | ----- | ----- | ----- | ----- | ----- | ----- |
| 2 916 | 3 045 | 2 750 | 2 969 | 3 097 | 2 996 | 3 226 | 3 368 | 3 389 |

## Représentation
Sources : Annuaires du département de la Lozère. https://gallica.bnf.fr/ark:/12148/cb326955871/date

### Conseillers généraux de 1833 à 2015
| Période | Période | Identité                                         | Étiquette             | Qualité |
| ------- | ------- | ------------------------------------------------ | --------------------- | --- |
| 1833    | 1847    | Louis Alexis Arsène Valette des Hermaux          | Légitimiste           | Procureur du roi député (1834-1837) ancien magistrat président de la Société des Secours mutuels de Rochefort (Charente-Maritime) |
| 1847    | 1871    | Amédée Reversat                                  |                       | Propriétaire foncier, avocat à Mende Maire de Saint-Pierre-de-Nogaret                                                             |
| 1871    | 1883    | Edouard Constans                                 | Droite                | Juge de paix à La Canourgue |
| 1883    | 1889    | Honoré Charrier                                  | Républicain           | Maire de Chirac (1848-1888) |
| 1889    | 1895    | Frédéric Grousset                                | Conservateur          | Député (1889-1893) Avocat à Mende                                                                                                 |
| 1895    | 1919    | Louis Sinègre                                    | Républicain           | Propriétaire - Maire de Trélans                                                                                                   |
| 1919    | 1940    | Comte Philippe de Las-Cases (1881-1962)          | URD                   | Avocat à Paris Président du Conseil Général (1938-1940) Propriétaire à Prinsuéjols Nommé conseiller départemental en 1942         |
|         |         |                                                  |                       | |
| 1945    | 1951    | Marquis André de Villeneuve Bargemon (1911-1989) | PPUS-CNIP             | Ingénieur technique d'agriculture Maire de Grèzes                                                                                 |
| 1951    | 1994    | Christian Bottou                                 | DVD puis UDR puis RPR | Médecin Maire de Saint-Germain-du-Teil (1953-1978)                                                                                |
| 1994    | 2008    | Lucien Avignon                                   | RPR puis UMP          | Receveur de La Poste Maire de Saint-Germain-du-Teil (1978-1995) Vice-Président du Conseil Général                                 |
| 2008    | 2015    | Gilbert Reversat                                 | UMP                   | Directeur de banque Maire de Chirac (1989-2008)                                                                                   |

### Conseillers d'arrondissement (de 1833 à 1940)
Le canton de Saint-Germain appartenait à l'arrondissement de Marvejols jusqu'à sa disparition en 1926
| Période                                  | Période      | Identité                          | Étiquette                   | Qualité |
| ---------------------------------------- | ------------ | --------------------------------- | --------------------------- | --- |
| 1833                                     | 1848         | Jean Baptiste Deltour (1796-1869) |                             | Médecin à Saint-Germain-du-Teil                                                                             |
| 1848                                     | 1871         | Louis Navech (1812-1893)          |                             | Juge de paix à Saint-Germain-du-Teil, Président du Conseil d'arrondissement                                 |
| 1871                                     | 1910         | Joachim Reversat                  | Républicain antiministériel | Maire de Saint-Pierre-de-Nogaret                                                                            |
| 1910                                     | 1921 (décès) | Basile Balmadier (1851-1921)      |                             | Maire de Chirac (1892-1921)                                                                                 |
| 1922                                     | 1940         | Basile-Hilarion Sarrouy           | Droite                      | Maire de Saint-Germain-du-Teil (1914-1935), suppléant du juge de paix                                       |
| 1940                                     |              |                                   |                             | Les conseils d'arrondissement ont été suspendus par la loi du 12 octobre 1940 et n'ont jamais été réactivés |
| Les données manquantes sont à compléter. |              |                                   |                             | |